# Seyoum Mengesha
 (juin 2011).
Si vous disposez d'ouvrages ou d'articles de référence ou si vous connaissez des sites web de qualité traitant du thème abordé ici, merci de compléter l'article en donnant les références utiles à sa vérifiabilité et en les liant à la section « Notes et références ».
Seyoum Mengesha (ge'ez : ሥዩም መንገሻ) (21 juin 1887 - 15 décembre 1960) est un noble et un militaire éthiopien.

## Biographie

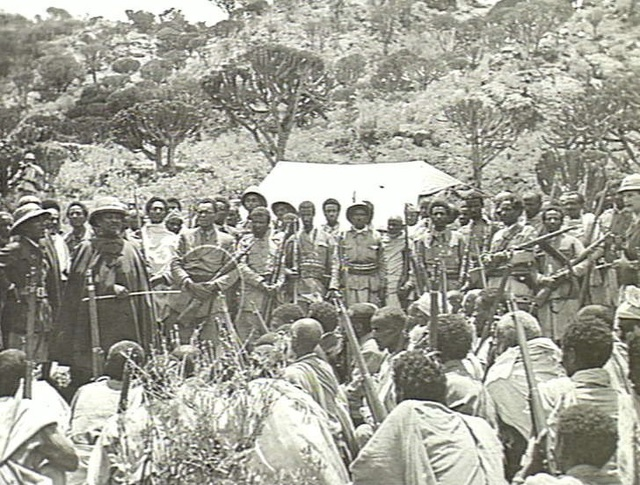
Seyoum Mengesha (à gauche, de face) s'adressant à ses troupes, 1941.

Seyoum Mengesha est né le 21 juin 1887. Il est le fils de Mengesha Yohannes et petit-fils de Yohannes IV, Negusse Negest d'Éthiopie de 1872 à 1889. De 1910 à 1935, il est gouverneur du Tigray oriental. En 1924, il prend part à un voyage en Europe aux côtés de Teferi Mekonnen. De 1935 à 1936, il prend part à la seconde guerre italo-éthiopienne sur le front nord. 
En 1947, il devient gouverneur de l'ensemble du Tigray. Il occupe ce poste jusqu'à son assassinat en 1960 lors de la tentative de coup d'État.